# Le Tapis magique
Pour les articles homonymes, voir Tapis magique.
Le Tapis magique, également intitulé Iznogoud et le tapis magique suivant l'édition, est le neuvième album de la série de bande dessinée Iznogoud, scénarisé par René Goscinny et dessiné par Tabary et publié par Dargaud en 1973. L'album comprend quatre épisodes.

## Le Tapis magique
Iznogoud achète à un fakir un tapis volant dont la particularité est de filer on ne sait où (mais très loin) quand on prononce le mot "barbapapa". Il ne reste plus qu'à décider le calife Haroun El Poussah à voyager avec. L'épisode aboutit en Chine.
À noter au début de l'histoire, l'apparition du Capitaine Haddock et de Milou.

## Incognito
Le calife Haroun El Poussah décide de parcourir Bagdad vêtu en mendiant afin de sonder sa popularité. En son absence, Iznogoud donne des ordres pour faire emprisonner tout mendiant qui se présenterait au palais.

## La chasse au tigre
Iznogoud persuade le Calife de changer sa descente de lit, un prétexte pour l'emmener à une chasse au tigre où le Calife joue le rôle de la chèvre.

## La boîte à souvenirs
Iznogoud achète à un touriste japonais un polaroïd qui transforme réellement les sujets photographiés en photographie. Les tentatives d'user du procédé sur le Calife sont ponctuées de nombreux calembours.
À noter que le dessinateur Tabary est lui-même victime de l'appareil magique à la dernière case.